# 'Ndrina Santaiti
I Santaiti, insieme ai Gioffrè, sono le 'ndrine egemoni di Seminara. 
Sono presenti anche in Liguria.

## Storia

### Anni '70
Negli anni '70 vincono la faida di Seminara contro la 'ndrina dei Pellegrino.
Secondo Nicola Gratteri, i Gioffrè furono tuttavia sospesi dalle riunioni dei capi di tutti i locali della provincia di Reggio Calabria per non aver vendicato l'uccisione di un capobastone, mentre i Santaiti continuano il loro comando nella piana e non solo.

## Esponenti di spicco
- Carmine Demetrio Santaiti, presunto attuale capobastone.
- Gaetano Santaiti, elemento di spicco.

## Fatti recenti
- Il 10 aprile 2008 viene arrestato un presunto affiliato ai Santaiti per detenzione illegale di armi; nell'appartamento sono state trovate numerose armi[1].

## 'Ndrine alleate
- Brindisi
- Caia